# 文尼察胡托里
49°12′29″N 28°32′48″E / 49.20806°N 28.54667°E
文尼察胡托里（烏克蘭語：Вінницькі Хутори）是烏克蘭的村落，位於該國西南部文尼察州，由文尼察區文尼察市镇負責管轄，始建於1640年，面積2.42平方公里，海拔高度298米，2001年人口6,770。